# Кирліджей (Долж)
Кирліджей (рум. Cârligei) — село у повіті Долж в Румунії. Входить до складу комуни Буковец.
Село розташоване на відстані 187 км на захід від Бухареста, 6 км на південний захід від Крайови.

## Населення
За даними перепису населення 2002 року у селі проживали 373 особи, усі — румуни. Усі жителі села рідною мовою назвали румунську.